# Paisaje protegido de las Foces de Fago y Biniés
El paisaje protegido de las foces de Fago y Biniés se encuentra en la Jacetania, en la provincia de Huesca. Comprende los términos municipales de Ansó, Canal de Berdún y el Valle de Hecho. Tiene 2440 ha de superficie.
La foz de Fago está formada por el barranco Tartiste (1158 ha), tiene 3,5 km de longitud y sus altitudes oscilan desde los 610 m s. n. m. en el río Veral hasta los 1267 en la Punta del Trueno. La foz se contempla desde la carretera que conduce a Fago, pero el acceso al interior es difícil. Desde el puente Camín se pueden realizar dos paseos: el que lleva a la plana de Monteoscuro (6,5 km) y el del antiguo camino a Fago (7,3 km).
La foz de Biniés está formada por el río Veral, tiene 1282 hectáreas de superficie y sus altitudes oscilan oscilan entre los 675 m s. n. m. del barranco de Fago y los 1239 del cerro Velezcarra. Se puede recorrer, a lo largo de dos kilómetros y medio, siguiendo la carretera que parte de Berdún y la bordea.
Fue declarado Paisaje Protegido el 13 de abril de 2010 mediante la ley 71/2010 del Gobierno de Aragón. Es también LIC y ZEPA.

## Geología
Geológicamente el área que ocupan las gargantas forman una unidad morfoestructural del flysch, situada al sur de las sierras prepirenaicas interiores y que baja desde los 2000 – 2100 m s. n. m. hasta la Canal de Berdún, a 800 – 1000 m. En el flysch de esta zona destaca la unidad litostratigráfica llamada Grupo Echo. El paisaje de piedra de arena y salagones (piedra arcillosa, caliza o hidráulica) está configurado por picos redondeados.
El tramo del río Veral donde ha excavado el sustrato geológico formando gargantas corresponde a lugares que atraviesan materiales duros, solubles y permeables de calizas, que no han permitido configurar un valle más amplio, como sucede en los lugares donde el río atraviesa la caliza. Debido al proceso de karstificación, en muchos puntos el agua agujerea la caliza formando así cuevas y grutas como la Cueva del Palomar y la Gruta de los Gabachos.

## Fauna

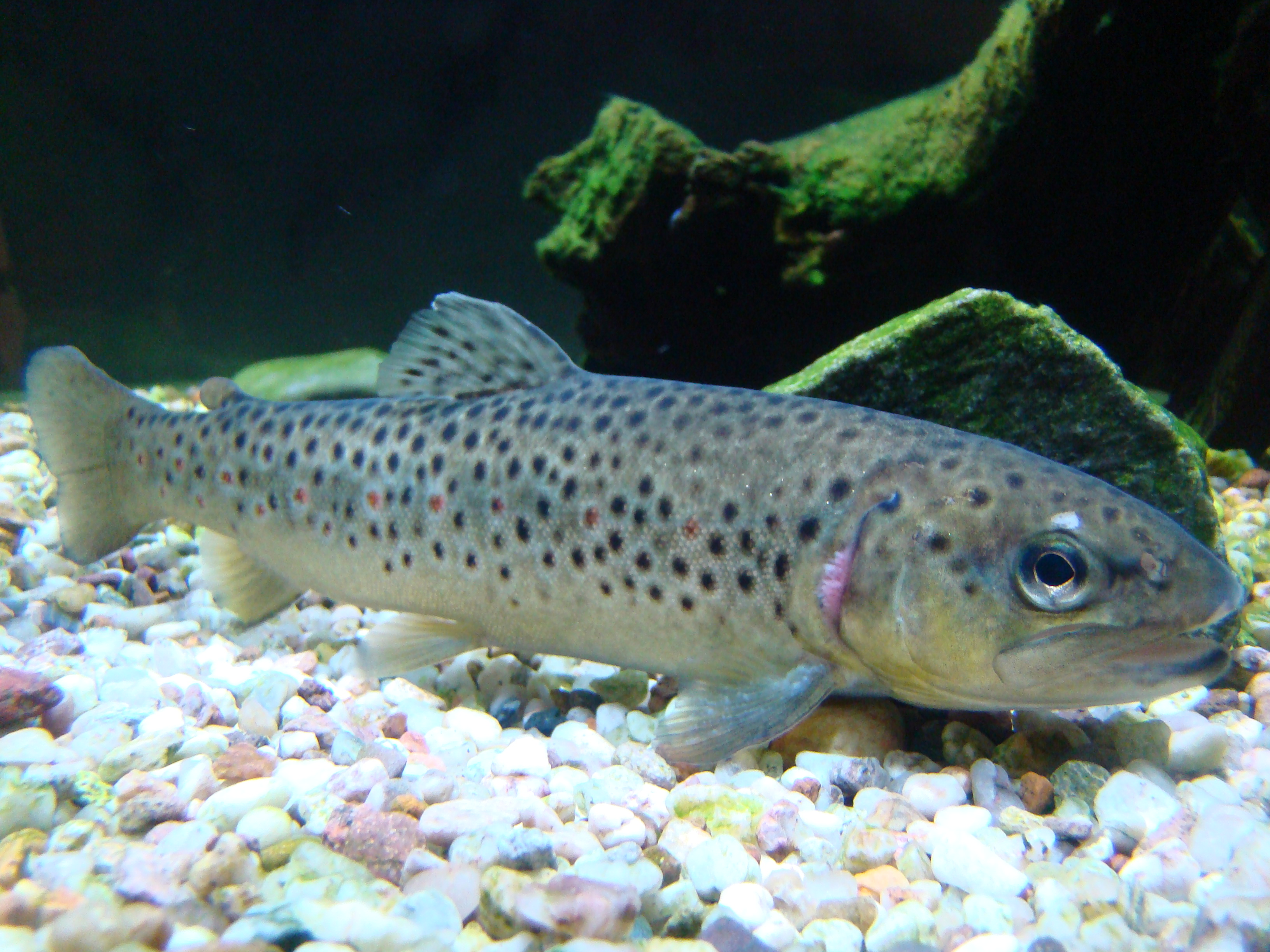
Una trucha

Las especies animales son numerosas en esta zona. Abundan las aves, de tal manera que, de las 179 especies registradas en el Alto Aragón, aquí anidan 129. 
Entre las aves que se encuentran en los escarpes de las foces destacan el buitre leonado (gyps fulvus), pues se estima que en la foz de Biniés viven al menos mil parejas; tienen gran tamaño, por lo que su envergadura puede llegar a los 2,6 metros. El treparriscos (tichodroma muraria), una de las especies pirenaicas más valoradas por los ornitólogos; el alimoche común (neophron percnopterus), ave migratoria que en estos cortados anida desde marzo a septiembre; el halcón peregrino (falco peregrinus), considerada el ave más veloz, ya que en la caza puede alcanzar 300 kilómetros a la hora; la chova piquirroja (pyrrhocorax pyrrhocorax), que se alimenta de insectos, invertebrados y frutas y, en verano, baja en bandadas a la llanura; el quebrantahuesos; el pájaro arañero y el vencejo real. En las zonas acuáticas se hallan el mirlo acuático europeo y la alpispa.
En cuanto a los peces presentes en los ríos y barrancos cabe destacar la trucha común, el barbo común, el barbo colirrojo, la madrilla, la bermejuela, el piscardo y la andrea.
En cuanto a los anfibios y reptiles, se han de citar la salamanquesa común, la lagartija colilarga, la culebra de Esculapio, el sapo común y la rana común.

## Flora

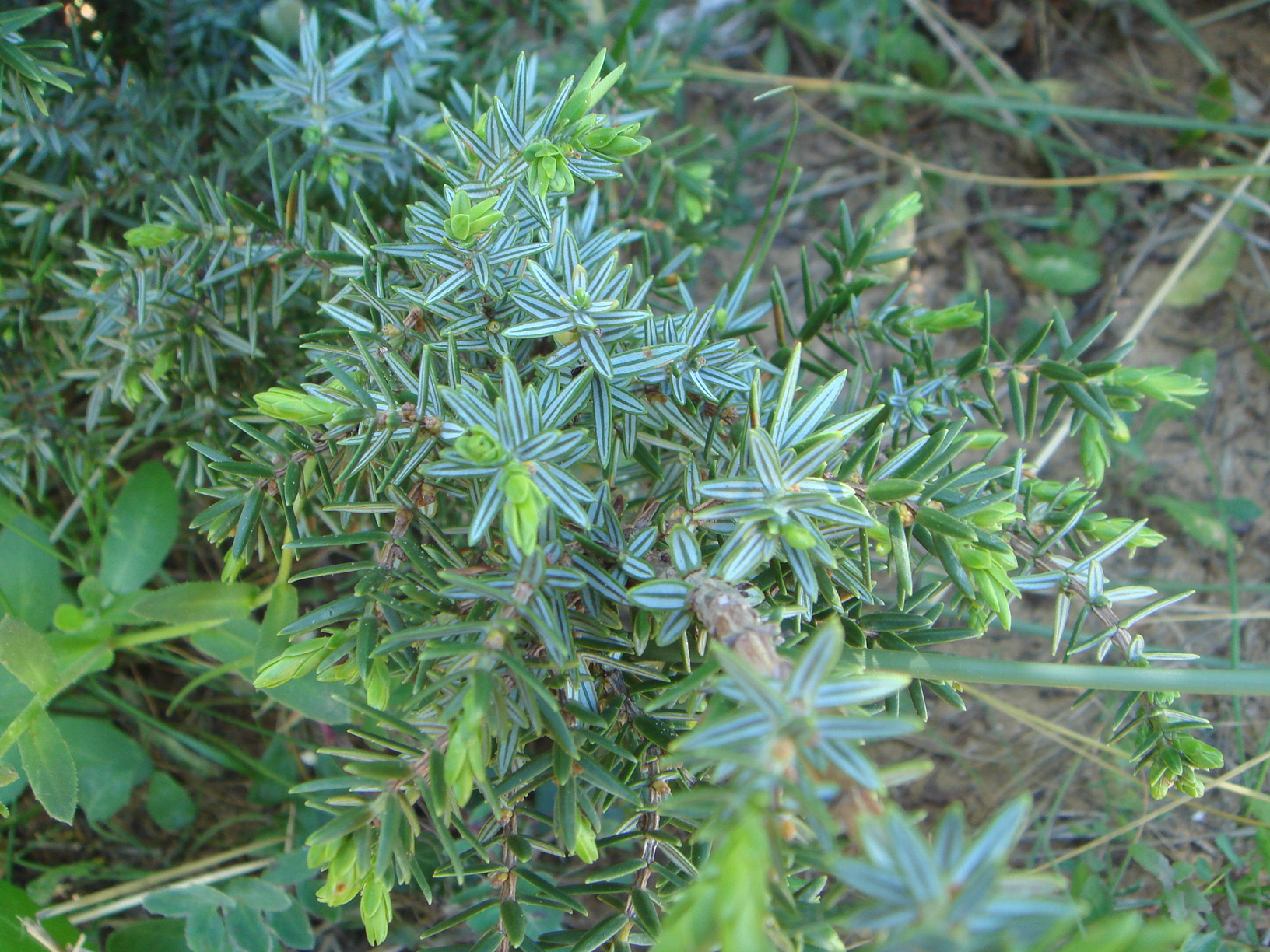
Enebro rojo

Su flora responde a su situación en una zona de transición entre los climas atlántico y mediterráneo.
Las zonas de menor altitud constituyen un ecosistema mesomediterráneo en donde se encuentran carrascos, arbustos como el boj y otras especies como aladiernas, labiérnago negro, cornicabra, enebro rojo, espantalobos y euforbio mediterráneo.
Los fondos de las gargantas constituyen enclaves con microclimas más fríos en donde aparecen ejemplares de carrascas, labiérnagos, madreselva mediterránea y ephedra nebrodensis.
Otra especie que se halla en este entorno es el pino rojo, procedente de repoblaciones debidas a la acción humana.
En las riberas de los ríos y barrancos se hay sauces grises y sauces colorados que en invierno dan color a la zona.

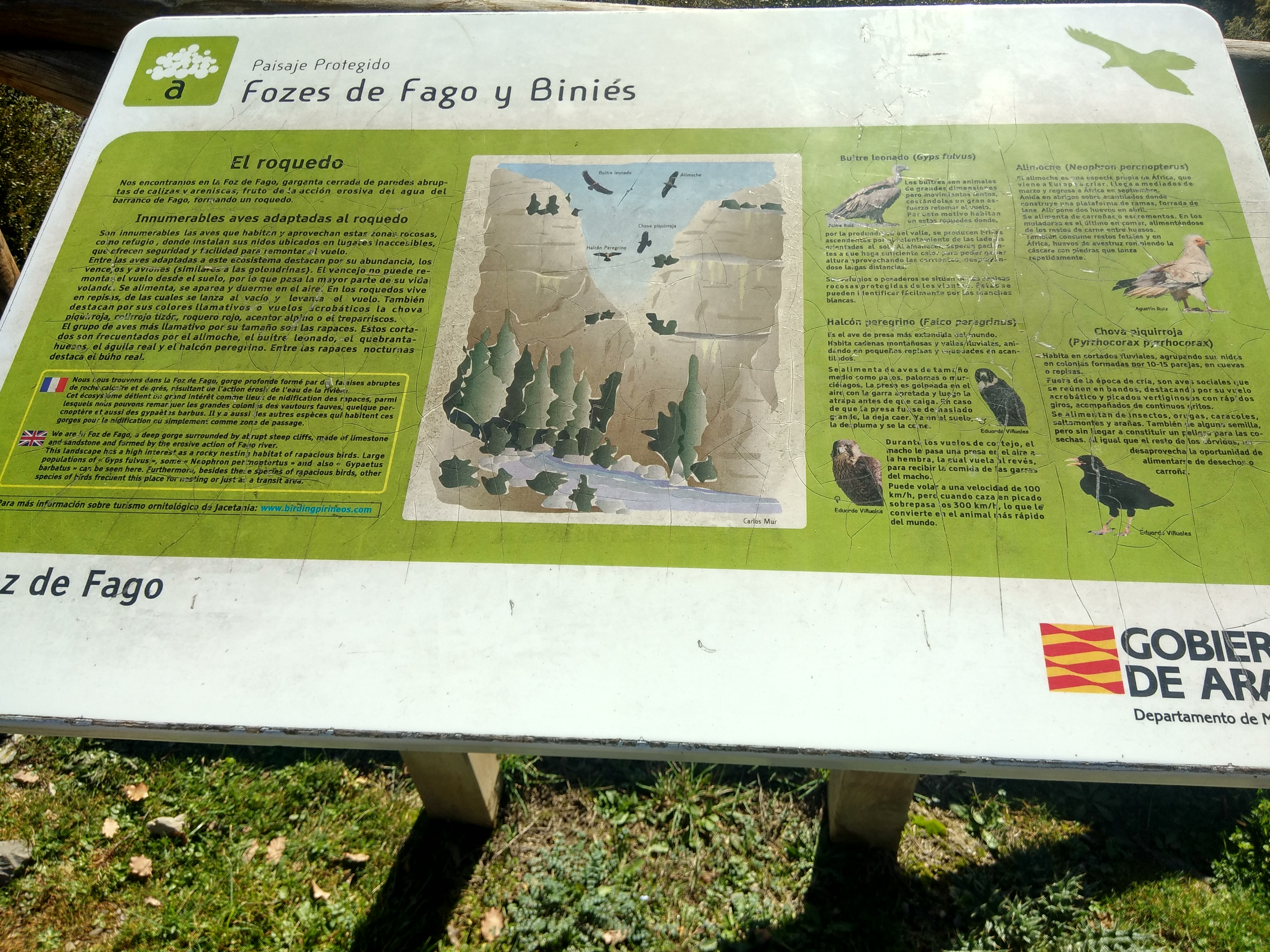
Foces de Fago y Biniés, cartel informativo sobre las aves
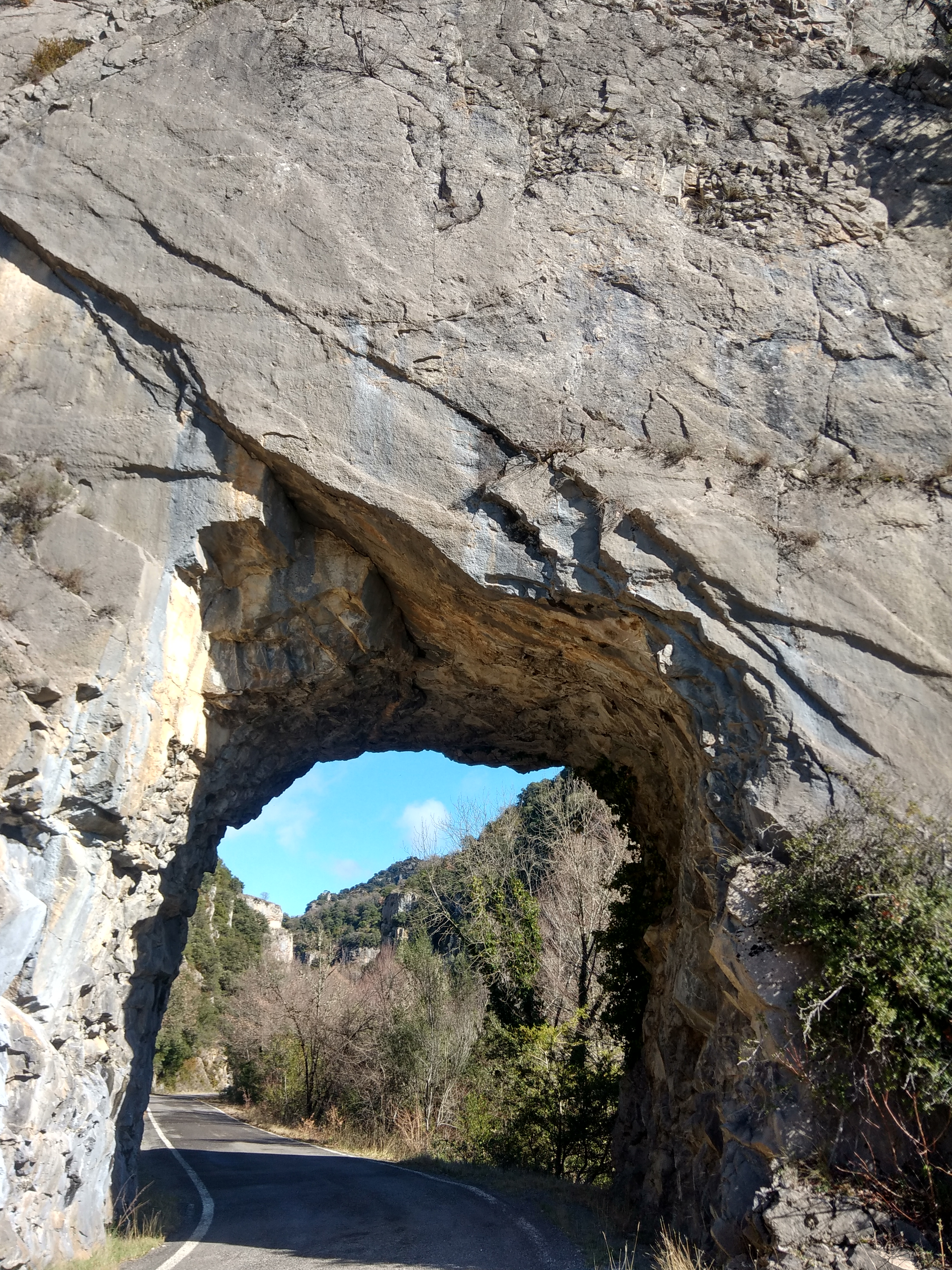
Entrada a la foz desde Biniés
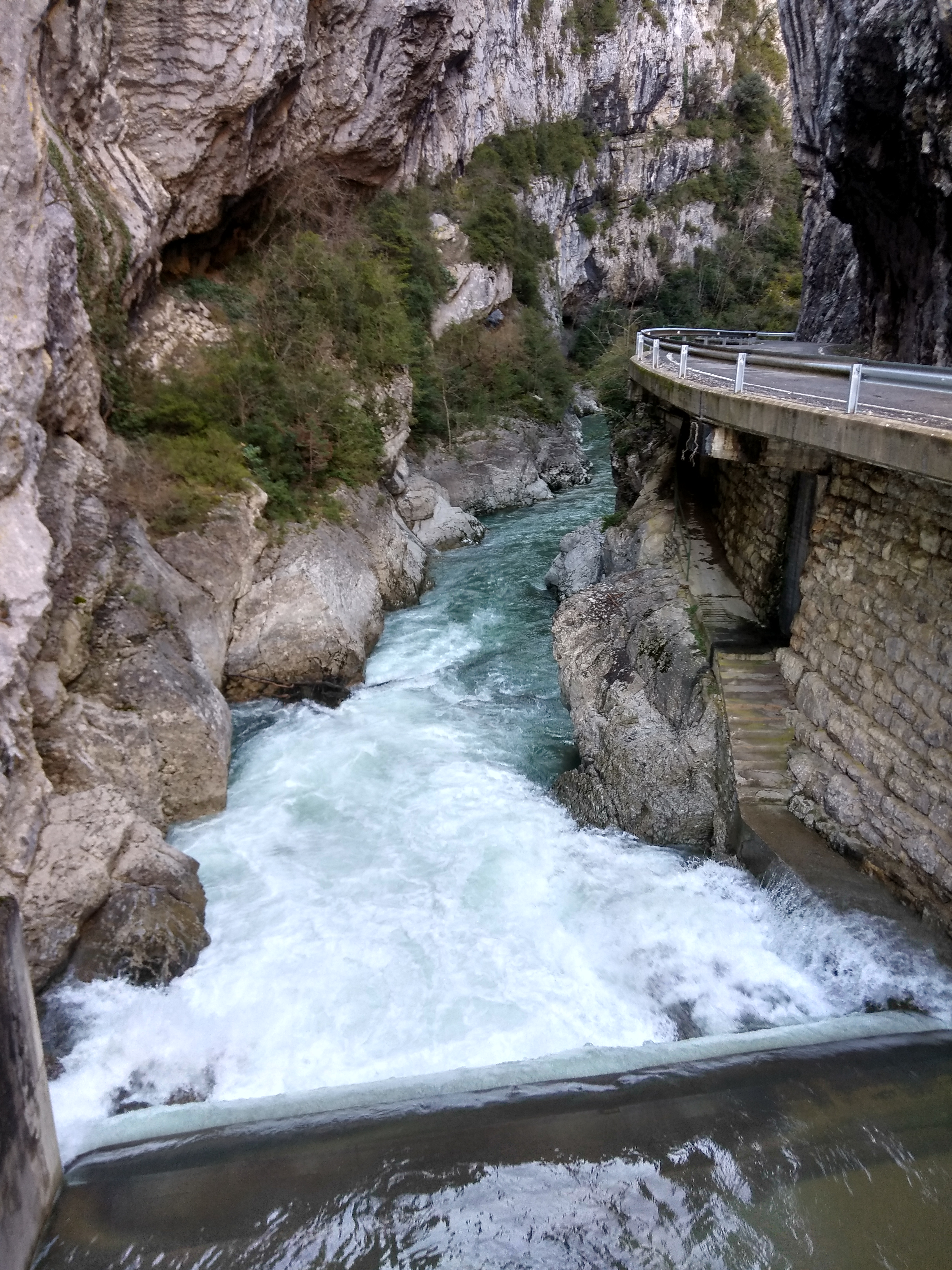
Foz de Biniés a la altura de la central hidroeléctrica
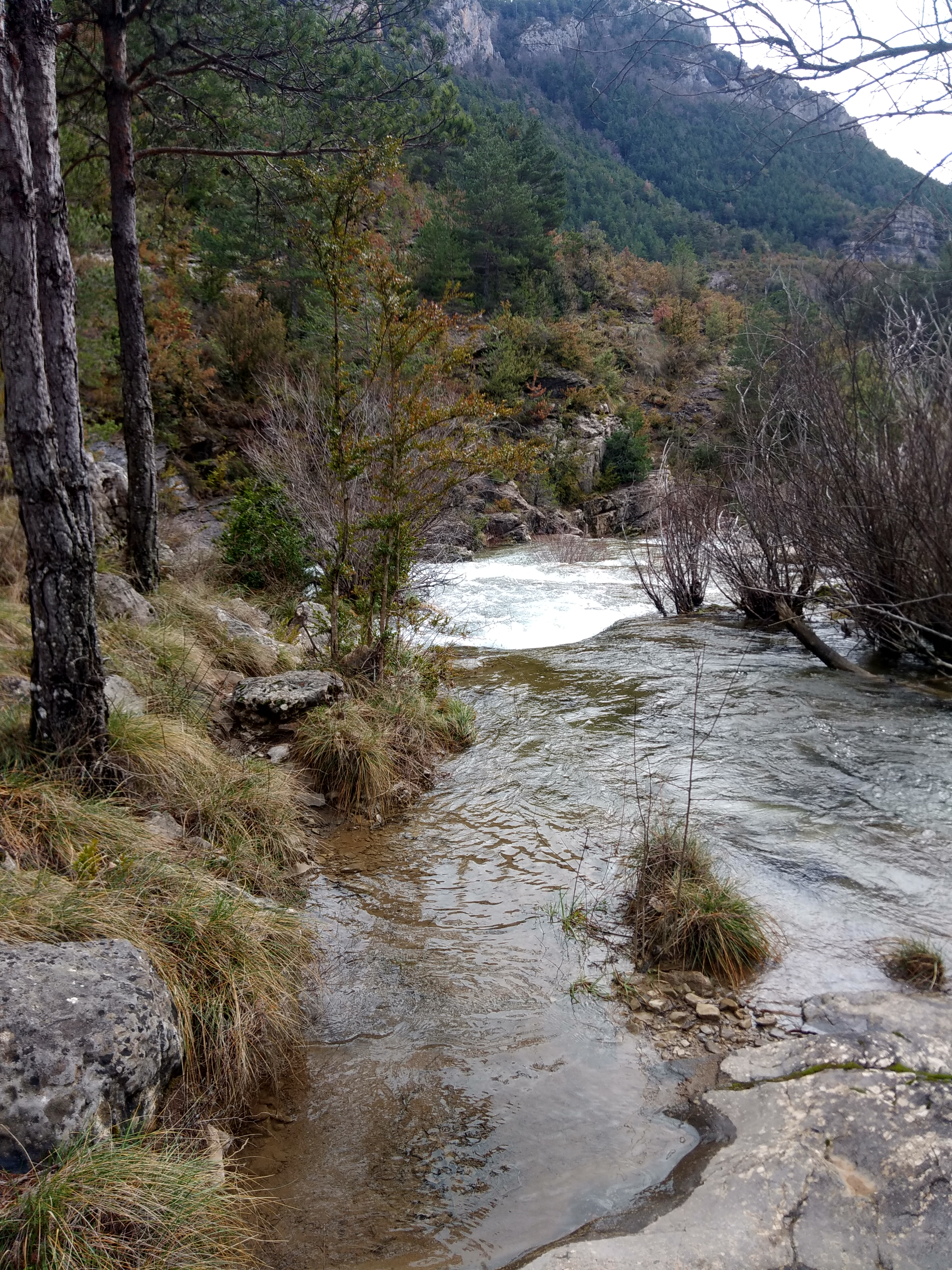
Entrada de la foz de Fago
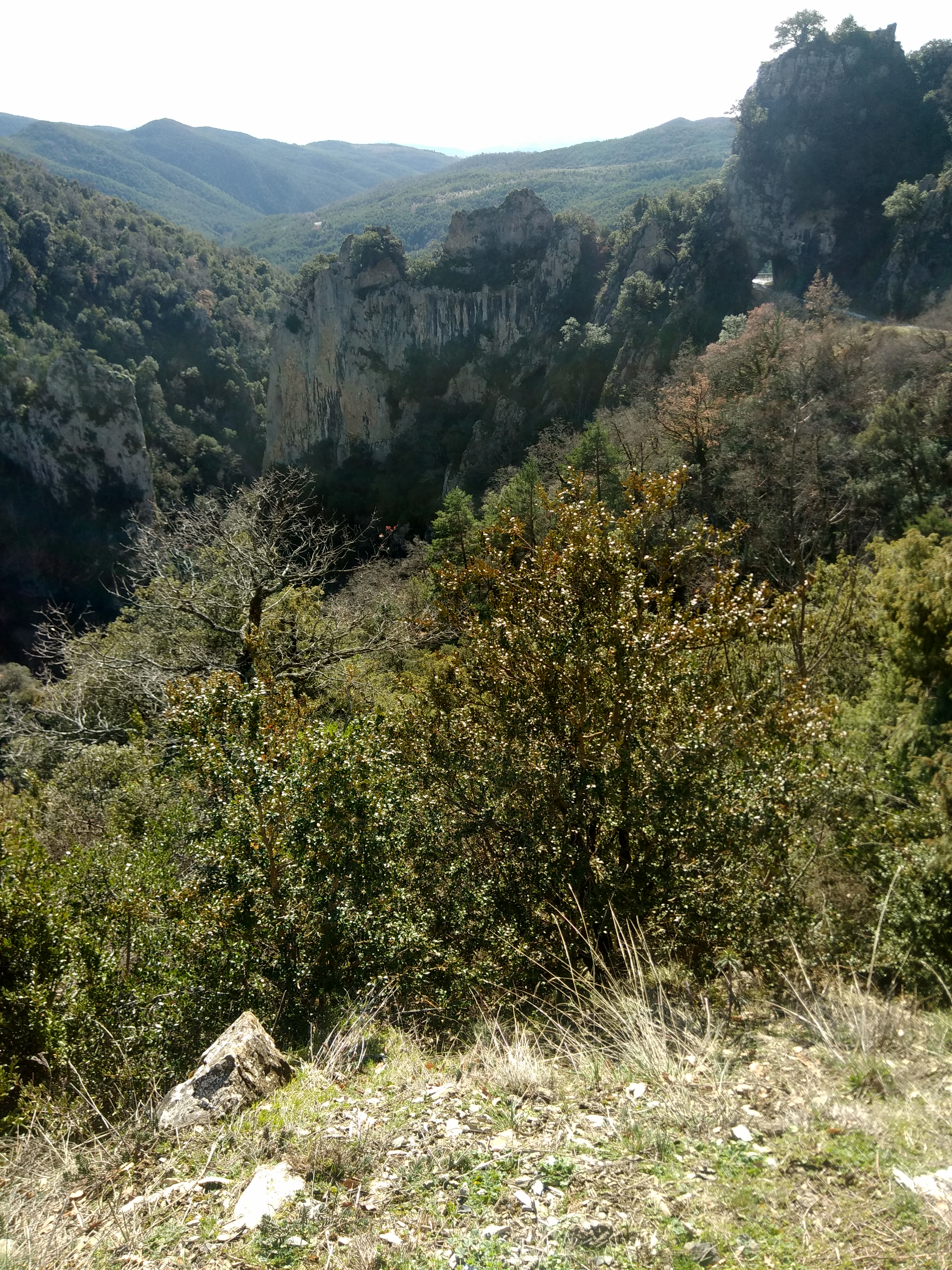
Salida de la foz de Fago

## Otras figuras de protección
El paisaje protegido cuenta además con otras figuras de protección:
- LIC: Sierra de los Valles, Aísa y Borau
- LIC: Foz de Biniés
- ZEPA: Salvatierra – Foces de Fago y Biniés - Barranco del Infierno